# Jatobá, Maranhão

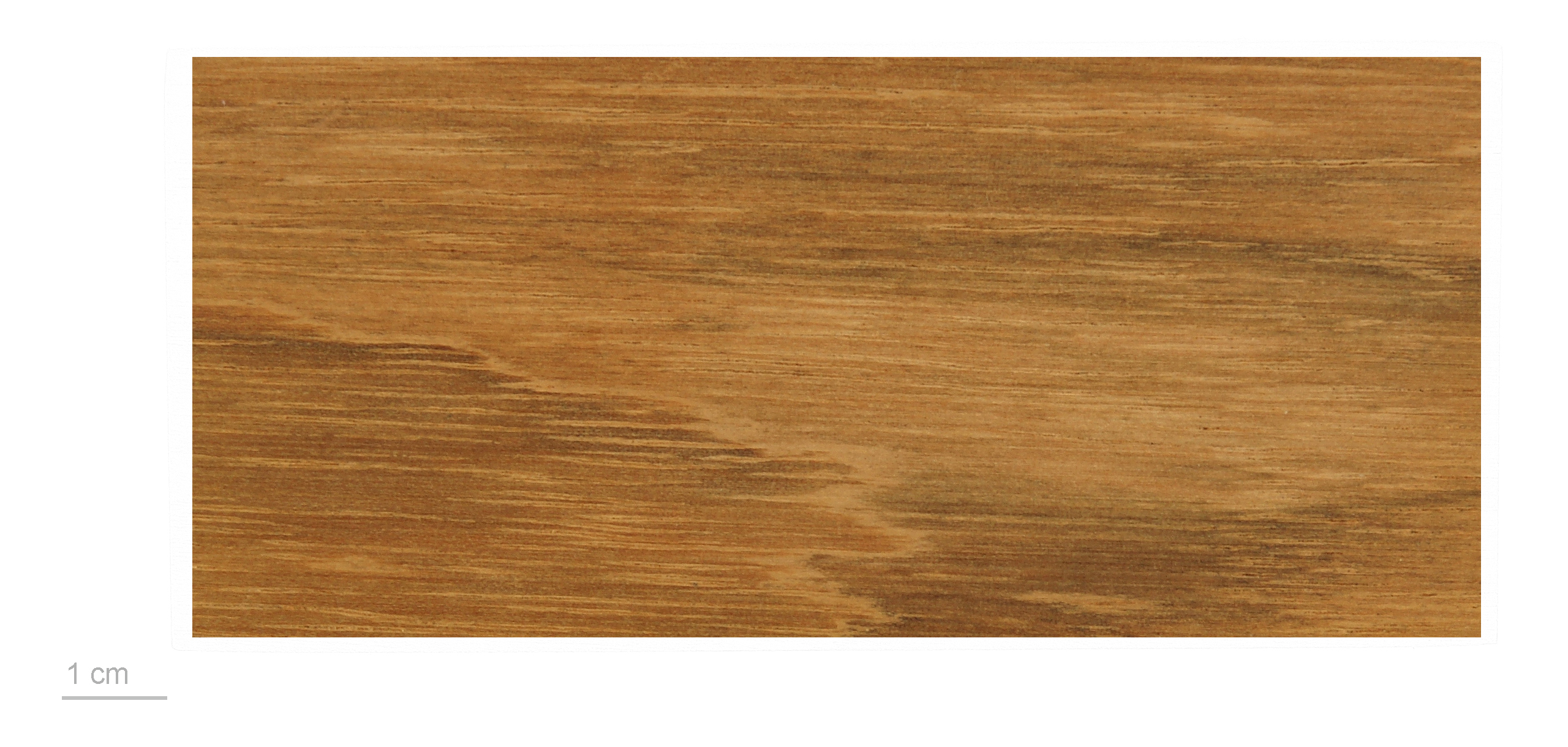
Hymenaea courbaril

Jatobá este un oraș în unitatea federativă Maranhão (MA), Brazilia.
Denumirea Jatobá este de fapt numele brazilian al unei specii de arbore tropical cu lemn roșcat și dur, Hymenaea courbaril, arbore denumit și "cireș brazilian", (dar denumit Paquio în Bolivia și Guapinol în America Centrală) [nefuncțională]
, din care se extrage o rășină, denumită anime, folosită pentru producerea unui lac de mobilă.  Arhivat în 6 februarie 2007, la Wayback Machine.
Localitatea este situată la  05º49'00" latitude sud și 44º13'24" longitude vest, la o altitudine de 190 m. În anul 2004, populația era de 4.482 de locuitori, pe o suprafață de 406,424 km².
Până în anul 1996, Jatoba ținea de localitatea Colinas, după care a devenit autonomă. Se învecinează cu Colinas și São Domingo.